# DFB-Ligapokal 1972/73
Der DFB-Ligapokal 1972/73 war der erste Wettbewerb seiner Art im deutschen Fußball. Das Teilnehmerfeld bestand aus den 18 Bundesligavereinen der Vorsaison und 14 Regionalligisten aus allen fünf Staffeln.
Wegen der Olympischen Spiele in München begann die Bundesliga-Saison erst am 16. September 1972. Mit dem Ligapokal-Turnier sollte die Zeit bis zum Saisonbeginn überbrückt werden. Der Wettbewerb begann Anfang Juli 1972 und zog sich einschließlich Endrunde die gesamte Spielzeit hin. Der Hamburger SV besiegte schließlich im Finale am 6. Juni 1973 im heimischen Volksparkstadion Borussia Mönchengladbach deutlich mit 4:0, kurz vor Ende des Bundesligabetriebs am 9. Juni.

## Vorrunde
Die Einteilung der 32 Mannschaften auf die acht Vierergruppen erfolgte nach regionalen Gesichtspunkten.
Legende:

BL = Bundesliga (18 Teilnehmer)

RLB = Regionalliga Berlin (1 Teilnehmer)

RLN = Regionalliga Nord (2 Teilnehmer)

RLS = Regionalliga Süd (3 Teilnehmer)

RLSW = Regionalliga Südwest (2 Teilnehmer)

RLW = Regionalliga West (6 Teilnehmer)
Gruppe 1
| Pl. | Verein                        | Sp. | S | U | N | Tore    | Diff. | Punkte |
| --- | ----------------------------- | --- | - | - | - | ------- | ----- | ------ |
| 1.  | Eintracht Braunschweig (BL)   | 6   | 5 | 0 | 1 | 016:600 | +10   | 10:20  |
| 2.  | Hannover 96 (BL)              | 6   | 3 | 1 | 2 | 012:900 | +3    | 07:50  |
| 3.  | Eintracht Gelsenkirchen (RLW) | 6   | 1 | 2 | 3 | 010:160 | −6    | 04:80  |
| 4.  | Rot-Weiß Oberhausen (BL)      | 6   | 1 | 1 | 4 | 010:170 | −7    | 03:90  |

|                         |   |                         | Hinspiel | Rückspiel |
| ----------------------- | - | ----------------------- | -------- | --------- |
| Eintracht Gelsenkirchen | – | Rot-Weiß Oberhausen     | 4:3      | 2:2       |
| Eintracht Braunschweig  | – | Hannover 96             | 1:0      | 3:2       |
| Hannover 96             | – | Eintracht Gelsenkirchen | 3:1      | 2:2       |
| Rot-Weiß Oberhausen     | – | Eintracht Braunschweig  | 3:2      | 0:4       |
| Hannover 96             | – | Rot-Weiß Oberhausen     | 4:2      | 1:0       |
| Eintracht Braunschweig  | – | Eintracht Gelsenkirchen | 2:1      | 4:0       |

Gruppe 2
| Pl. | Verein                 | Sp. | S | U | N | Tore    | Diff. | Punkte |
| --- | ---------------------- | --- | - | - | - | ------- | ----- | ------ |
| 1.  | Hamburger SV (BL)      | 6   | 4 | 1 | 1 | 017:110 | +6    | 09:30  |
| 2.  | FC St. Pauli (RLN)     | 6   | 3 | 1 | 2 | 010:110 | −1    | 07:50  |
| 3.  | Hertha BSC (BL)        | 6   | 2 | 0 | 4 | 015:130 | +2    | 04:80  |
| 4.  | Wacker 04 Berlin (RLB) | 6   | 2 | 0 | 4 | 013:200 | −7    | 04:80  |

|                  |   |                  | Hinspiel | Rückspiel |
| ---------------- | - | ---------------- | -------- | --------- |
| Wacker 04 Berlin | – | FC St. Pauli     | 0:2      | 2:5       |
| Wacker 04 Berlin | – | Hertha BSC       | 4:3      | 1:3       |
| FC St. Pauli     | – | Hamburger SV     | 1:4      | 0:0       |
| Hamburger SV     | – | Wacker 04 Berlin | 2:3      | 5:3       |
| Hertha BSC       | – | FC St. Pauli     | 5:1      | 0:1       |
| Hamburger SV     | – | Hertha BSC       | 1:0      | 5:4       |

Gruppe 3
| Pl. | Verein                 | Sp. | S | U | N | Tore    | Diff. | Punkte |
| --- | ---------------------- | --- | - | - | - | ------- | ----- | ------ |
| 1.  | Arminia Bielefeld (BL) | 6   | 3 | 1 | 2 | 013:800 | +5    | 07:50  |
| 2.  | Borussia Dortmund (BL) | 6   | 3 | 1 | 2 | 011:900 | +2    | 07:50  |
| 3.  | Werder Bremen (BL)     | 6   | 3 | 1 | 2 | 014:170 | −3    | 07:50  |
| 4.  | VfL Osnabrück (RLN)    | 6   | 1 | 1 | 4 | 007:110 | −4    | 03:90  |

|                   |   |                   | Hinspiel | Rückspiel |
| ----------------- | - | ----------------- | -------- | --------- |
| VfL Osnabrück     | – | Arminia Bielefeld | 2:1      | 2:3       |
| VfL Osnabrück     | – | Werder Bremen     | 1:2      | 2:3       |
| Arminia Bielefeld | – | Borussia Dortmund | 0:0      | 2:2       |
| Borussia Dortmund | – | VfL Osnabrück     | 2:0      | 0:0       |
| Werder Bremen     | – | Arminia Bielefeld | 1:1      | 1:6       |
| Borussia Dortmund | – | Werder Bremen     | 6:1      | 1:6       |

Gruppe 4
| Pl. | Verein                   | Sp. | S | U | N | Tore    | Diff. | Punkte |
| --- | ------------------------ | --- | - | - | - | ------- | ----- | ------ |
| 1.  | FC Schalke 04 (BL)       | 6   | 5 | 0 | 1 | 016:900 | +7    | 10:20  |
| 2.  | VfL Bochum (BL)          | 6   | 4 | 0 | 2 | 013:100 | +3    | 08:40  |
| 3.  | SpVgg Erkenschwick (RLW) | 6   | 3 | 0 | 3 | 010:900 | +1    | 06:60  |
| 4.  | KSV Hessen Kassel (RLS)  | 6   | 0 | 0 | 6 | 007:180 | −11   | 0:12   |

|                    |   |                    | Hinspiel | Rückspiel |
| ------------------ | - | ------------------ | -------- | --------- |
| KSV Hessen Kassel  | – | SpVgg Erkenschwick | 1:2      | 2:4       |
| KSV Hessen Kassel  | – | VfL Bochum         | 0:1      | 1:5       |
| SpVgg Erkenschwick | – | FC Schalke 04      | 0:1      | 3:1       |
| FC Schalke 04      | – | VfL Bochum         | 4:2      | 4:1       |
| KSV Hessen Kassel  | – | FC Schalke 04      | 2:3      | 1:3       |
| VfL Bochum         | – | SpVgg Erkenschwick | 1:0      | 3:1       |

Gruppe 5
| Pl. | Verein                        | Sp. | S | U | N | Tore    | Diff. | Punkte |
| --- | ----------------------------- | --- | - | - | - | ------- | ----- | ------ |
| 1.  | Borussia Mönchengladbach (BL) | 6   | 3 | 3 | 0 | 014:500 | +9    | 09:30  |
| 2.  | Rot-Weiss Essen (RLW)         | 6   | 3 | 1 | 2 | 015:900 | +6    | 07:50  |
| 3.  | MSV Duisburg (BL)             | 6   | 2 | 2 | 2 | 012:110 | +1    | 06:60  |
| 4.  | Schwarz-Weiß Essen (RLW)      | 6   | 1 | 0 | 5 | 008:240 | −16   | 02:10  |

|                          |   |                          | Hinspiel | Rückspiel |
| ------------------------ | - | ------------------------ | -------- | --------- |
| Schwarz-Weiß Essen       | – | Rot-Weiss Essen          | 2:5      | 1:5       |
| MSV Duisburg             | – | Schwarz-Weiß Essen       | 3:1      | 2:3       |
| Rot-Weiss Essen          | – | Borussia Mönchengladbach | 0:1      | 1:1       |
| Borussia Mönchengladbach | – | Schwarz-Weiß Essen       | 3:1      | 6:0       |
| Rot-Weiss Essen          | – | MSV Duisburg             | 3:0      | 1:4       |
| Borussia Mönchengladbach | – | MSV Duisburg             | 3:3      | 0:0       |

Gruppe 6
| Pl. | Verein                    | Sp. | S | U | N | Tore    | Diff. | Punkte |
| --- | ------------------------- | --- | - | - | - | ------- | ----- | ------ |
| 1.  | SC Fortuna Köln (RLW)     | 6   | 4 | 1 | 1 | 010:300 | +7    | 09:30  |
| 2.  | 1. FC Köln (BL)           | 6   | 3 | 1 | 2 | 014:900 | +5    | 07:50  |
| 3.  | Fortuna Düsseldorf (BL)   | 6   | 3 | 0 | 3 | 014:900 | +5    | 06:60  |
| 4.  | Bayer 04 Leverkusen (RLW) | 6   | 0 | 0 | 6 | 004:210 | −17   | 0:12   |

|                     |   |                     | Hinspiel | Rückspiel |
| ------------------- | - | ------------------- | -------- | --------- |
| SC Fortuna Köln     | – | Bayer 04 Leverkusen | 4:0      | 1:0       |
| SC Fortuna Köln     | – | 1. FC Köln          | 1:1      | 2:0       |
| Bayer 04 Leverkusen | – | Fortuna Düsseldorf  | 0:3      | 2:5       |
| Fortuna Düsseldorf  | – | SC Fortuna Köln     | 2:0      | 0:2       |
| 1. FC Köln          | – | Bayer 04 Leverkusen | 6:2      | 2:0       |
| Fortuna Düsseldorf  | – | 1. FC Köln          | 3:1      | 1:4       |

Gruppe 7
| Pl. | Verein                      | Sp. | S | U | N | Tore    | Diff. | Punkte |
| --- | --------------------------- | --- | - | - | - | ------- | ----- | ------ |
| 1.  | Eintracht Frankfurt (BL)    | 6   | 5 | 0 | 1 | 023:900 | +14   | 10:20  |
| 2.  | Borussia Neunkirchen (RLSW) | 6   | 3 | 0 | 3 | 014:180 | −4    | 06:60  |
| 3.  | 1. FC Kaiserslautern (BL)   | 6   | 2 | 1 | 3 | 011:120 | −1    | 05:70  |
| 4.  | 1. FSV Mainz 05 (RLSW)      | 6   | 1 | 1 | 4 | 008:170 | −9    | 03:90  |

|                      |   |                      | Hinspiel | Rückspiel |
| -------------------- | - | -------------------- | -------- | --------- |
| 1. FSV Mainz 05      | – | Borussia Neunkirchen | 2:5      | 2:1       |
| Borussia Neunkirchen | – | Eintracht Frankfurt  | 3:1      | 0:7       |
| 1. FSV Mainz 05      | – | Eintracht Frankfurt  | 2:5      | 1:4       |
| Borussia Neunkirchen | – | 1. FC Kaiserslautern | 3:2      | 2:4       |
| 1. FC Kaiserslautern | – | 1. FSV Mainz 05      | 1:0      | 1:1       |
| 1. FC Kaiserslautern | – | Eintracht Frankfurt  | 1:3      | 2:3       |

Gruppe 8
| Pl. | Verein                 | Sp. | S | U | N | Tore    | Diff. | Punkte |
| --- | ---------------------- | --- | - | - | - | ------- | ----- | ------ |
| 1.  | FC Bayern Hof (RLS)    | 6   | 4 | 0 | 2 | 020:160 | +4    | 08:40  |
| 2.  | VfB Stuttgart (BL)     | 6   | 3 | 1 | 2 | 014:100 | +4    | 07:50  |
| 3.  | FC Bayern München (BL) | 6   | 3 | 0 | 3 | 017:170 | ±0    | 06:60  |
| 4.  | TSV 1860 München (RLS) | 6   | 1 | 1 | 4 | 011:190 | −8    | 03:90  |

|                  |   |                   | Hinspiel | Rückspiel |
| ---------------- | - | ----------------- | -------- | --------- |
| TSV 1860 München | – | FC Bayern Hof     | 3:1      | 3:5       |
| TSV 1860 München | – | FC Bayern München | 1:3      | 3:5       |
| FC Bayern Hof    | – | VfB Stuttgart     | 3:3      | 2:2       |
| VfB Stuttgart    | – | TSV 1860 München  | 5:1      | 0:0       |
| VfB Stuttgart    | – | FC Bayern München | 2:3      | 2:1       |
| FC Bayern Hof    | – | FC Bayern München | 4:1      | 5:4       |

## Viertelfinale
|                        | Gesamt |                          | Hinspiel | Rückspiel |
| ---------------------- | ------ | ------------------------ | -------- | --------- |
| Arminia Bielefeld      | 03:12  | Borussia Mönchengladbach | 0:3      | 3:9       |
| FC Bayern Hof          | 3:8    | FC Schalke 04            | 1:1      | 2:7       |
| Eintracht Braunschweig | 2:3    | Hamburger SV             | 2:1      | 0:2       |
| Eintracht Frankfurt    | 6:5    | SC Fortuna Köln          | 3:3      | 3:2       |

## Halbfinale
|                          | Gesamt |                     | Hinspiel | Rückspiel |
| ------------------------ | ------ | ------------------- | -------- | --------- |
| Borussia Mönchengladbach | 3:2    | Eintracht Frankfurt | 3:1      | 0:1       |
| FC Schalke 04            | 2:4    | Hamburger SV        | 1:0      | 1:4 n. V. |

## Finale
| Paarung                  | Hamburger SV – Borussia Mönchengladbach |
| Ergebnis                 | 4:0 (3:0) |
| Datum                    | 6. Juni 1973 um 19:30 Uhr |
| Stadion                  | Volksparkstadion, Hamburg |
| Zuschauer                | 30.000 |
| Schiedsrichter           | Franz Wengenmayer (München) |
| Tore                     | 1:0 Caspar Memering (15.) 2:0 Peter Nogly (19.) 3:0 Franz-Josef Hönig (37.) 4:0 Peter Hidien (83.) |
| Hamburger SV             | Rudi Kargus – Manfred Kaltz, Peter Nogly, Willi Schulz, Peter Hidien (85. Peter Krobbach) – Klaus Zaczyk, Ole Bjørnmose, Franz-Josef Hönig – Caspar Memering (81. Klaus Winkler), Horst Heese, Georg Volkert Cheftrainer: Klaus-Dieter Ochs |
| Borussia Mönchengladbach | Wolfgang Kleff – Uli Stielike, Rainer Bonhof, Klaus-Dieter Sieloff, Berti Vogts – Dietmar Danner, Christian Kulik, Günter Netzer – Henning Jensen (63. Allan Simonsen), Bernd Rupp, Jupp Heynckes Cheftrainer: Hennes Weisweiler            |